# Amt Allstedt
Das Amt Allstedt war eine in Thüringen gelegene Verwaltungseinheit des bis 1741 bestehenden Herzogtums Sachsen-Weimar und gelangte mit diesem an Sachsen-Weimar-Eisenach (ab 1815 Großherzogtum, ab 1918 Freistaat), das 1920 im Land Thüringen aufging. Die sowjetische Besatzungsmacht gliederte das Gebiet nach Sachsen-Anhalt um. Seit 1990 gehört die Amtsstadt Allstedt mit den eingemeindeten Orten Einsdorf, Einzingen, Mittelhausen, Niederröblingen (Helme), Winkel und Wolferstedt zum Land Sachsen-Anhalt, ebenso das nach Querfurt eingemeindete Landgrafroda. Heygendorf, Kalbsrieth und Mönchpfiffel gehören wieder zu Thüringen.

## Geographische Lage
Das Amtsgebiet erstreckte sich rings um die frühere Pfalz Allstedt. Hauptsitz des Amtes war die Stadt Allstedt. U.a. grenzte das Amt an das kursächsische Amt Sittichenbach.

## Geschichte
1356 wurde Herzog Rudolph II. von Sachsen-Wittenberg in der Goldenen Bulle die Pfalzgrafenwürde als Reichslehen verbunden mit dem Reichsvikariat bestätigt. Diese fiel durch das Aussterben der Wittenberger Herzöge 1423 an die Wettiner. Kurfürst Friedrich II. von Sachsen setzte die Praxis der Belehnung der Herren von Querfurt mit diesem früheren Reichslehen, das aus Schloss und Stadt Allstedt sowie dem Amtsgebiet bestand, fort. 
Nach dem Tod Brunos von Querfurt 1496 als letztem männlichen Vertreter seines Adelsgeschlechts zog Kurfürst Friederich III. von Sachsen die Pfalzgrafenwürde über Allstedt als heimgefallenes Lehen ein und vereinigte den Allstedter Besitz mit der wettinischen Pfalz Lauchstädt. Sein Nachfolger, Kurfürst Johann von Sachsen, belehnte nach dem Bauernkrieg im Mai 1526 Graf Albrecht von Mansfeld mit Allstedt, um die Mansfelder enger an sich zu binden. Doch warf die Verschuldung des Grafen von Mansfeld, die 1570 zur Sequestration der Linie Mansfeld-Vorderort führte, ihre Schatten voraus, als Graf Albrecht von Mansfeld in drückender Geldnot das Amt Allstedt 1542 an die Grafen zu Stolberg verpfändete. Graf Wolfgang zu Stolberg, Stifter der Harzlinie seines Hauses, übernahm in einer Erbteilung mit seinen Brüdern Allstedt und baute das Schloss zu seiner Residenz aus. Doch starb er sehr früh im Alter von 50 Jahren und seine unmündigen Kinder gelangten unter Vormundschaft ihrer Onkel, die wenig Interesse an Allstedt zeigten und in Geldnöten das Amt Allstedt 1554 an den Rat der Stadt Straßburg als Pfand weiterreichten. In der Folgezeit setzten zahlreiche Prozesse um die Einlösung des verpfändeten Amtes Allstedt ein, zumal Kurfürst August von Sachsen die Oberlehnshoheit über das Amt Allstedt im Naumburger Vertrag von 1554 an die Ernestiner übergeben hatte. Im Kaufvertrag von Leipzig von 1575 zwischen den Ernestinern und Graf Karl von Mansfeld überließ dieser den Ersteren für 140.000 Gulden das Amt Allstedt. Die erhobene Klage der Stolberger Grafen vor dem Reichskammergericht auf Schadensersatz blieb ohne Ergebnis, so dass das Amt Allstedt fortan bei Sachsen-Weimar verblieb.

## Bestandteile
Zum Amtsgebiet gehörten neben Schloss und Stadt Allstedt die Dörfer Einsdorf, Einzingen, Heygendorf, Kalbsrieth, Landgrafroda, Mittelhausen, Mönchpfiffel, Niederröblingen, Winkel und Wolferstedt. 

## Wappen
Blasonierung des Wappens des Amtes Allstedt, heute Stadtwappen von Allstedt: Der Schild ist gespalten, hinten geteilt von Schwarz über Silber, darüber zwei gekreuzte rote Schwerter angeordnet (Reichsrennfahne), vorne ein halbierter gekrönter silberner Adler auf rotem Feld.